# 城巴柴灣車廠

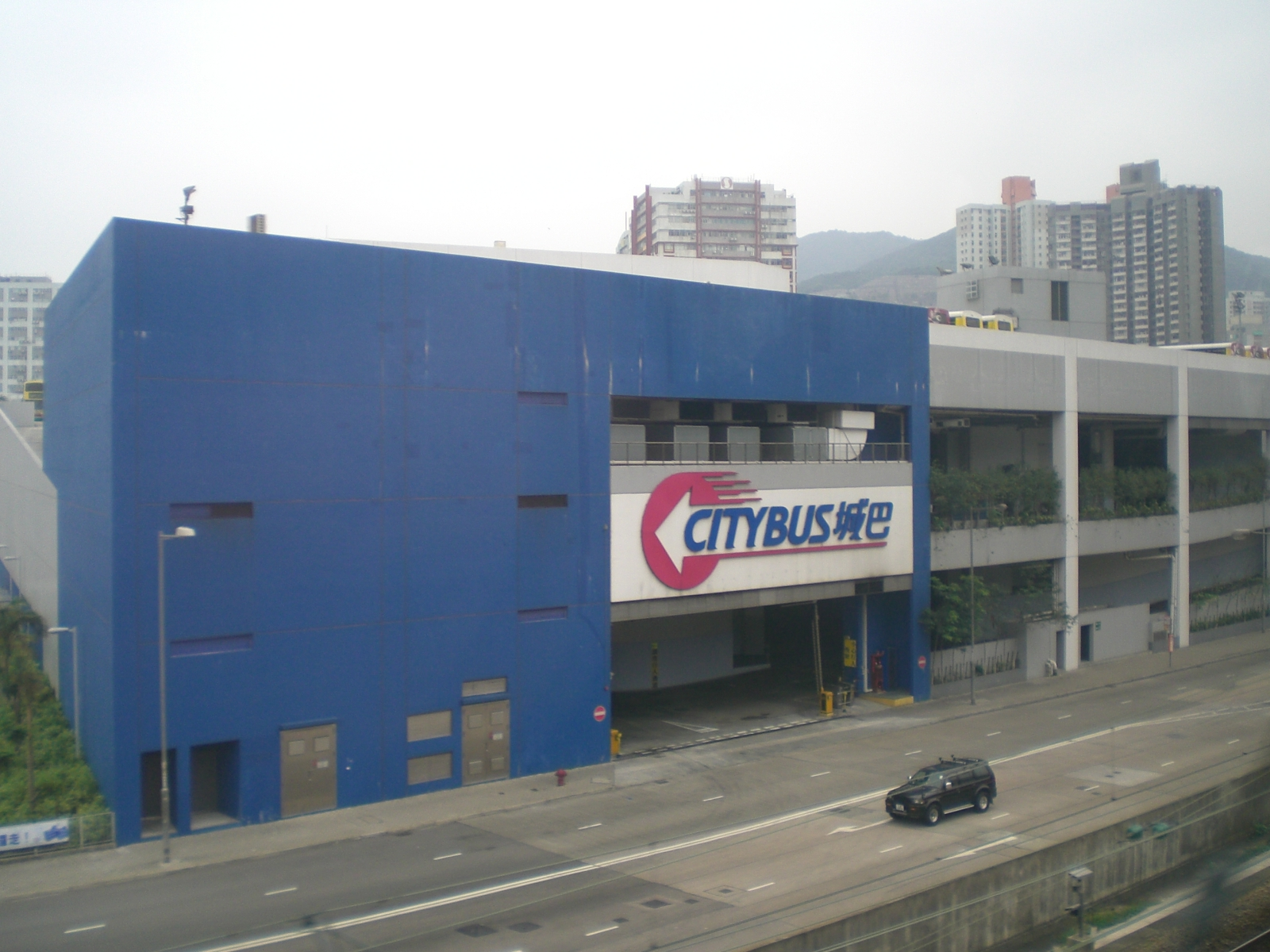
位於香港島柴灣的城巴柴灣車廠

城巴的柴灣車廠（Chai Wan Depot，簡稱CWD，廠徽為「E」）是該公司旗下主要巴士車廠，位於東區柴灣常安街38號，鄰近城巴創富道車廠、杏花邨及港鐵柴灣車廠，耗資逾3億港元建造。
此車廠設有兩個車輛入口，均位於常安街，而車輛出口則設於盛泰道。
此車廠為多層式車廠，佔地11,335平方米，同時設有新巴和城巴的控制中心。
此車廠興建時亦預留了辦公室，原意是供當時設於上環京光商業中心（德輔道西9號）13樓的城巴總辦事處遷入，但因在車廠興建期間，城巴已被新巴的股東併購並重組，最終城巴的總辦公室改與新巴的辦公室共同設在創富道車廠，而原本的辦公室位置則改租予新世界集團的其他公司，不過新世界集團旗下的新創建將城巴與新巴出售後，有關公司已全數遷出。除少部分位置改為貨倉及員工休息室外，其餘辦公室樓層現時空置。

## 歷史
- 1998年至2002年間：車廠的地皮曾由新巴臨時租用，稱為盛泰道臨時巴士廠[2]。該廠房只有地面一層，供巴士停泊、添注燃油及作簡單維修。新巴創富道車廠啟用後，臨時廠房用地交還予政府。
- 2001年，政府批地予城巴設立柴灣車廠[1]。
- 2003年10月14日：城巴柴灣車廠舉行平頂儀式[3]。
- 2004年2月16日：城巴柴灣車廠落成。
- 2004年7月28日：城巴柴灣車廠舉行揭幕禮，由城巴董事總經理李日新主禮。此車廠取代了原本租用中巴柴灣車廠作東區主要車廠的安排。

## 設施
- 提供多元化工程服務，包括主要零件（如引擎、波箱及空調系統）之翻修，及多項嚴謹的維修工作。
- 翻修工場維持全空調及高度潔淨的環境。
- 在車廠四周種植樹木以美化景觀及改善空氣質素。
- 將清潔巴士所用的污水處理及循環再用。
- 車廠天台四週建設三米高之隔音屏障等。
- 在車廠內的行車通道增設斑馬線，及劃出特定之行人通道，以保障員工安全。